# Sint-Adrianuskerk (Elsene)

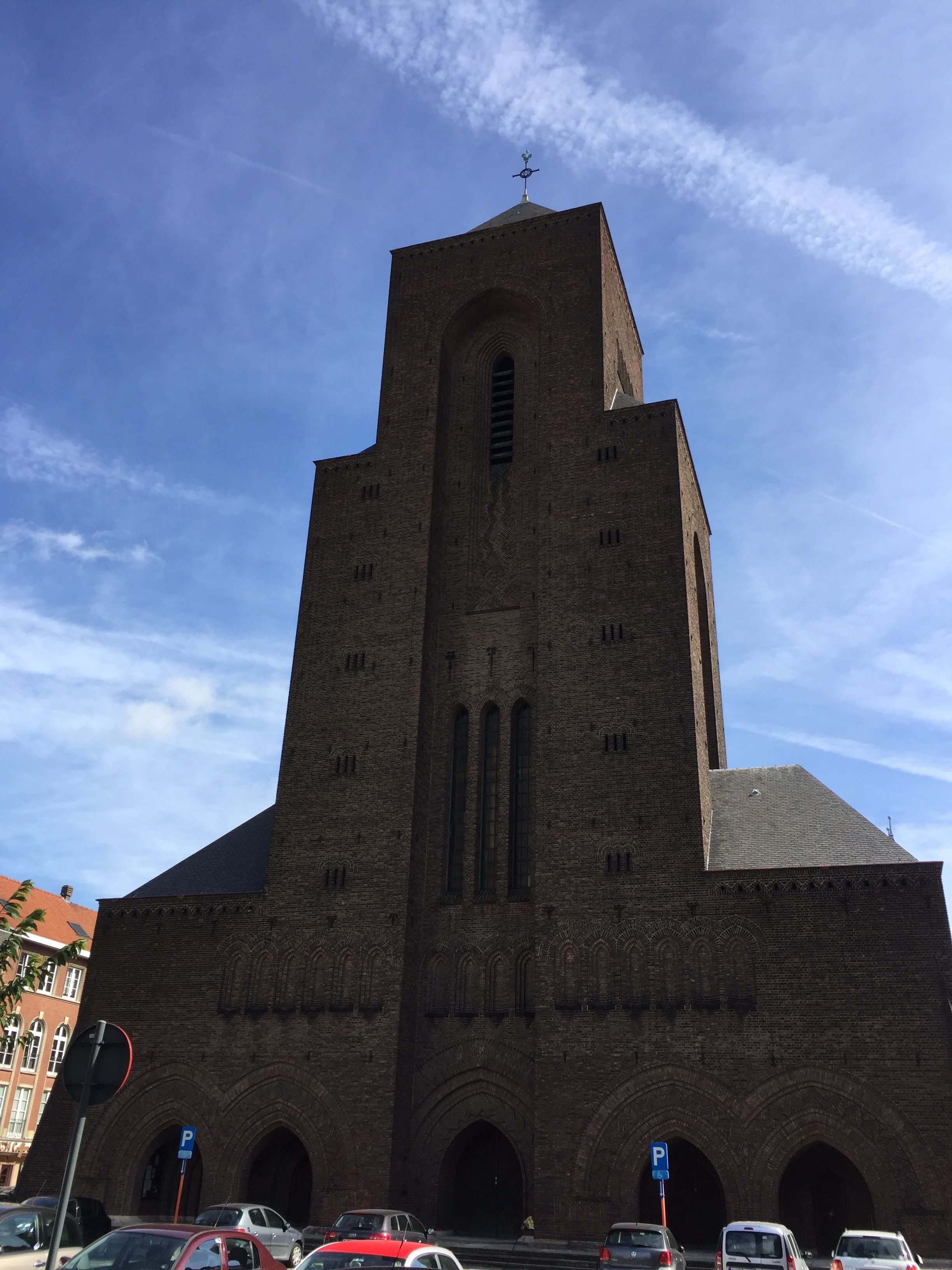
Sint-Adrianuskerk

De Sint-Adrianuskerk (Frans: Église Saint-Adrien) is een rooms-katholiek kerkgebouw in de Belgische gemeente Elsene in het Brussels Hoofdstedelijk Gewest. De kerk ligt in de wijk Boondaal, gelegen aan Generaal Dossin de Saint Georgeslaan 1.

## Gebouw
De bouw van deze kerk werd begonnen in 1938, en moest met een beperkt budget plaatsvinden. Architect was August Vanden Nieuwenborg (1890-1979). In 1941 was de kerk gereed. De kerk staat dicht bij de plaats (Oude Lindesquare) waar sinds de 15e eeuw een kapel stond die eveneens aan Sint-Adrianus was gewijd.
Het betreft een massief bakstenen kerkgebouw in expressionistische stijl (art deco) met neoromaanse kenmerken. De ingangspartij wordt gekenmerkt door vijf zwaar aangezette portalen. Het geheel wordt gekroond door een zware, vierkante toren, gedekt door een tentdak. Een kleinere toren bevindt zich boven de zijingang van de kerk.

## Interieur
Het orgel werd gebouwd door Aloys Thunus en is van 1959.
In het interieur vindt men drie belangrijke kunstwerken. Een schilderij van de Heilige Maagd van Boondaal (17e eeuw). Twee scènes (met de geseling en de dood op de brandstapel), nu geplaatst in neogotische kasten, uit het Adrianusretabel, vervaardigd rond 1490-95 in het atelier van Jan Borreman voor het haakbusschuttersgilde. Het Christoffelretabel met vier episoden uit het martelaarschap van de heilige, vervaardigd omstreeks 1520 door de Antwerpse School voor de kruisboogschutters. Tijdens de restauratie (19e eeuw) werden twee latere luiken toegevoegd met portretten van de leden van de haakbusschuttersgilde en grisaille-afbeeldingen van Barbara en Christoffel.